# Bdelyrus laplanadae
Bdelyrus laplanadae là một loài bọ cánh cứng trong họ Bọ hung (Scarabaeidae).